# Valle de la Trinidad
Valle de la Trinidad es una localidad perteneciente al municipio de Ensenada (Baja California), en el estado de Baja California, México.

## Datos básicos
- Se localiza en la carretera Ensenada - San Felipe
- Cuenta con un área de 3448.5 km².
- Su población económicamente activa es de 131 personas.
- Cuenta con alrededor de 105 viviendas.
- Su población estimada en el año 2005 es de 2566 habitantes de los cuales 1311 son hombres y 1255 son mujeres,[5] estos datos según el INEGI en el censo de población y vivienda 2005. Cabe señalar que la población del Valle de la Trinidad se eleva en los meses de mayo a septiembre debido a los trabajadores de otras entidades de la república que llegan a trabajar al campo.
- El delegado municipal actual es designado directamente por el alcalde del municipio de Ensenada. Al cual pertenece la localidad.

## Economía local
La agricultura es la actividad más importante, principalmente el cultivo del cebollín. 
En el Valle de la Trinidad se encuentran asentadas las siguientes empresas
Agrícola Duran, S.P.R. de R.L.
Agrícola Pelayo, S.P.R. de R.L.
Rancho Agrícola Santa Mónica, S. de R.L. de C.V.
Empaque Horticola del Valle
Agrícola y Ganadera San Ignacio de Loyola
Baja Agro International SA de CV
Rancho San Miguel
Rancho Tejada Gastelum
Entre otras más
Algunas de las empresas agrícolas mencionadas pertenecen al Consejo Agrícola de Baja California 
Otras actividades económicas importantes de la comunidad son el comercio y la ganadería.

## Educación
Escuelas Preescolares

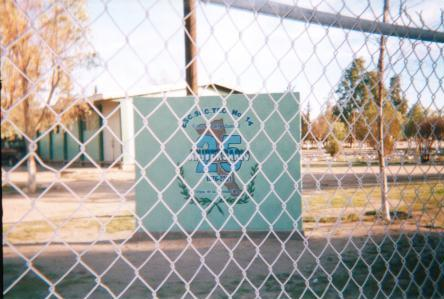
Escuela secundaria técnica número 14. Valle de la Trinidad.

Jardín de Niños "Carmen Ramos del Río"
Jardín de Niños "Fernando Montes de Oca"
Escuelas Primarias
Escuela primaria "Ing. Eligio Esquivel Méndez"
Escuela Primaria "Felipe Carrillo Puerto"
Colegio Valle de la Trinidad
Escuelas secundarias
Colegio Valle de la Trinidad
Escuela secundaria técnica #14
Escuelas de educación media superior
Colegio de Bachilleres del Estado de Baja California